# Alexejewka (Kaliningrad, Selenogradsk)
Alexejewka (russisch Алексеевка, deutsch Auschlacken) ist ein Ort in der russischen Oblast Kaliningrad und gehört zur kommunalen Selbstverwaltungseinheit Stadtkreis Selenogradsk im Rajon Selenogradsk.

## Geographische Lage
Alexejewka liegt 17 Kilometer nordwestlich der Stadt Kaliningrad (Königsberg) westlich eines militärischen Absperrgeländes. In den Ort führt die Kommunalstraße 27K-335, die bei Otkossowo (Rosignaiten) von der Regionalstraße 27A-032 (ehemalige deutsche Reichsstraße 143) von Kaliningrad über Cholmogorowka (Fuchsberg) und Pereslawskoje (Drugehnen) nach Swetlogorsk (Rauschen) in nördlicher Richtung abzweigt und über Kulikowo (Elchdorf) ihr Ziel erreicht.

## Geschichte
Die Gründung des bis 1946 Auschlacken genannten ehemaligen Gutsdorfs erfolgte im Jahre 1388.
Im Jahre 1874 wurde der Gutsbezirk Auschlacken in den neu geschaffenen Amtsbezirk Groß Mischen (heute russisch: Swobodnoje) eingegliedert, der bis 1945 bestand und bis 1939 zum Landkreis Fischhausen, danach bis 1945 zum Landkreis Samland im Regierungsbezirk Königsberg der preußischen Provinz Ostpreußen gehörte. Am 7. Mai 1909 verlor Auschlacken seine Eigenständigkeit und wurde in die Landgemeinde Elchdorf (bis 1906 Pojerstieten (bei Wargen) genannt, heute russisch: Kulikowo) eingemeindet.
Im Jahre 1945 kam Auschlacken mit dem nördlichen Ostpreußen zur Sowjetunion und erhielt 1950 die russische Bezeichnung Alexejewka. Gleichzeitig wurde der Ort dem Dorfsowjet Pereslawski im Rajon Primorsk zugeordnet. Seit 2005 gehörte Alexejewka zur Landgemeinde Pereslawskoje und gehört seit deren Auflösung im Jahr 2015 zum Stadtkreis Selenogradsk.

## Kirche
Bis 1945 war die überwiegend evangelische Bevölkerung Auschlackens in das Kirchspiel der Kirche in Wargen (heute russisch: Kotelnikowo) eingepfarrt. Es gehörte zum Kirchenkreis Fischhausen (Primorsk) innerhalb der Kirchenprovinz Ostpreußen der Kirche der Altpreußischen Union. Das heutige Alexejewka liegt im Einzugsbereich der evangelisch-lutherischen Auferstehungskirche in Kaliningrad (Königsberg) in der Propstei Kaliningrad der Evangelisch-lutherischen Kirche Europäisches Russland.